# Microdon emeralda
Microdon emeralda är en tvåvingeart som beskrevs av Hull 1943. Microdon emeralda ingår i släktet myrblomflugor, och familjen blomflugor.
Artens utbredningsområde är Guyana. Inga underarter finns listade i Catalogue of Life.